# Нижегородский метрополитен
Нижегоро́дский метрополите́н (до 1990 года — Го́рьковский метрополите́н) — система линий метрополитена Нижнего Новгорода. Хронологически третий метрополитен в России, первый в Приволжском федеральном округе и десятый в СССР. Первый пусковой участок метрополитена, от «Московской» до «Пролетарской», был открыт 20 ноября 1985 года.
Среднесуточный пассажиропоток составляет 120,0 тыс. человек. По числу станций Нижегородский метрополитен занимает 3-е место в России после метрополитенов Москвы и Санкт-Петербурга.
По длине эксплуатируемых линий занимает 139-е место в мире и 56-е место среди метрополитенов Европы.
Метрополитен состоит из двух линий — Автозаводской и Сормовско-Мещерской. На них расположены 15 станций: 14 мелкого заложения и одна наземная крытая — «Буревестник». Длина линий составляет 21,82 км. После продления Автозаводской линии метро она составит 24,1 километра. Обе линии пока обслуживаются единственным депо — ТЧ-1 «Пролетарское», в планах строительство второго депо для поездов Сормовско-Мещерской линии— ТЧ-2 «Сормово» и в перспективе третьего депо — ТЧ-3 «Мыза» — для перспективной Нагорной линии.
На 2 станциях из 15 — «Московская» и «Горьковская» — смонтированы эскалаторы. Станции «Горьковская» и «Стрелка» оборудованы лифтами для маломобильных групп населения. Станция «Московская» является пересадочным узлом между двумя линиями Нижегородского метрополитена, а также на НЦД и городскую электричку.
Эксплуатацию метрополитена осуществляет муниципальное предприятие (МП) «Нижегородское метро». Стоимость проезда составляет 40 рублей (по банковской или транспортной карте «Ситикард» на 60 минут — 35 рублей).
Единственный метрополитен России и бывшего СССР с левосторонним движением на Сормовско-Мещерской линии, что связано с особенностями устройства путевого развития во время её функционирования в качестве вилочного ответвления Автозаводской линии, поскольку отсутствие оборотных тупиков за станцией «Московская» не позволяло организовать движение поездов по линиям отдельно друг от друга.
В настоящее время ГК «Моспроектом-3» ведётся активное строительство новых станций «Площадь Свободы» и «Сенная» Автозаводской линии, также идёт подготовка к продлению Сормовско-Мещерской линии до станции «Сормовская».
В 2024 году планировалось открыть станцию «Волга», которая должна была находиться после станции «Стрелка» на Сормовско-Мещерской линии однако, в программе комплексного развития транспортной инфраструктуры, утвержденное в 2019 году, до 2030 года, станции там не оказалось.

## История строительства

### Советские годы

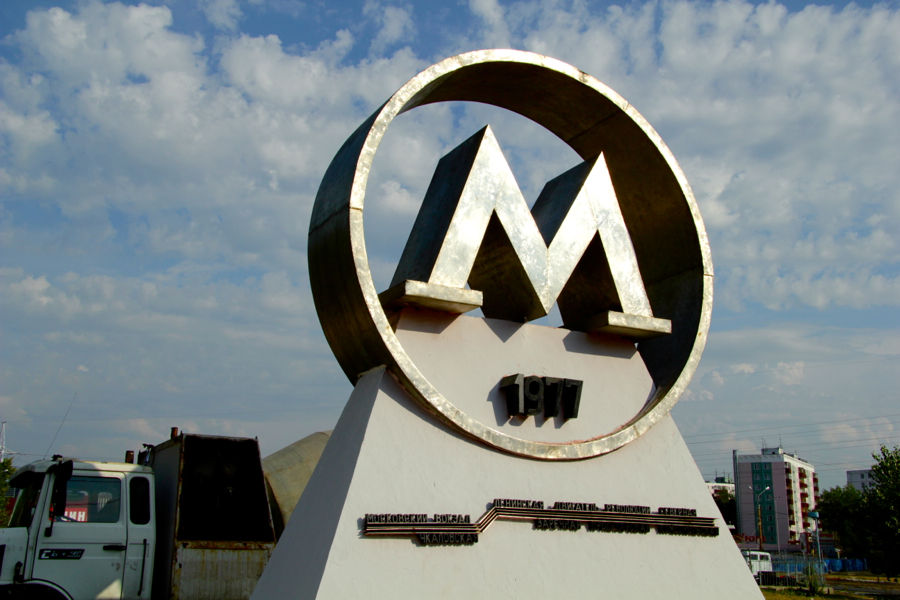
Памятник на месте начала строительства метро (фото до переноса, 2011 год)

История Нижегородского метрополитена начинается в октябре 1973 года, когда к разработке первой очереди метрополитена приступили проектировщики московского института «Метрогипротранс». Строительство началось 17 декабря 1977 года. В этот день были вбиты первые сваи в основание станции «Ленинская». На месте начала строительства был установлен памятный знак (буква М в тоннеле). В мае 2017 года памятник демонтировали из-за строительства на его месте ресторана быстрого питания; осенью того же года знак был возвращён, однако был установлен немного южнее прежнего места.
В сентябре 1978 года от станции «Ленинская» началась проходка тоннелей. Долгое время уходило на разработку проектной документации, снос домов, переносы дорог и трамвайных путей, и в 1979 году были вбиты сваи в основание станции «Московская». В июне 1980 года было предложено на рассмотрение три линии Горьковского метрополитена. На совещании в институте «Горьковметропроект» утвердили план развития двух линий метро вместо трёх. Первая линия, тогда ещё — «Автозаводско-Мещерская», должна была продлиться до жилого массива у Мещерского озера. Вторая линия носила проектное название «Сормовско-Нижегородская» и должна была соединить Заречную («нижнюю») часть города Горького с Нагорной («верхней»). Планировалось, что она пойдёт до улицы Бекетова и Советской площади. Этот вариант планировал строительство 10 станций: «Сормовская», «Спортивная», «Калининская», «Куйбышевская», «Канавинская», «Горьковская», «Свердловская», «Площадь Свободы», «Республиканская» и «Советская». В январе 1981 года была разработана вторая «Сормовско-Нагорная» линия, а марте того же года было решено продлевать Автозаводско-Мещерскую линию до Дворца культуры Автозавода.
13 июля 1984 года в котловане станции «Московская» обрушились стены. Двое рабочих из студенческой бригады, помогавшей при строительстве метро, погибли. Существует легенда, связанная с этим событием, будто призраки погибших студентов до сих пор гуляют по тоннелям и станциям метрополитена. В частности, наиболее дурную славу приобрела станция «Заречная».
20 ноября 1985 года состоялось торжественное открытие Горьковского метрополитена. В пусковой комплекс 1-го участка первой очереди вошла линия протяжённостью 7,8 км с шестью станциями: «Московская», «Чкаловская», «Ленинская», «Заречная», «Двигатель Революции» и «Пролетарская», а также депо и инженерный корпус. Уже в августе 1987 года Горьковское метро продлилось от станции «Пролетарская» ещё на 2 станции — «Автозаводскую» (до 1984 года — «Северная») и «Комсомольскую». Метро активно развивалось, и спустя 2 года, в ноябре 1989 года открылись ещё 2 станции в том же направлении — «Кировская» и «Парк культуры». При проектировке и строительстве станция «Парк культуры» называлась «Ждановской». К распаду СССР Горьковское метро уже насчитывало одну линию с 10 станциями.
В июне 1990 года было одобрено продление Автозаводской линии от станции «Парк культуры» до станции «Юго-Западной». В декабре того же года одобрили развитие Сормовско-Мещерской ветки до станций: «Ярмарка», «Стрелка», «Мещерское озеро» и «Волга». В январе 1992 года было принято решение переименовать строящиеся станции Сормовско-Мещерской линии: «Куйбышевскую» в «Бурнаковскую», «Калининскую» в «Буревестник», «Спортивную» в «Варю».

### Постсоветский период
В октябре 1990 года Горькому было возвращено историческое название — Нижний Новгород. Соответственно сменил название и метрополитен.
20 декабря 1993 года состоялось открытие Сормовско-Мещерской линии — в состав новой линии вошли станции «Канавинская» и «Бурнаковская». После этого наступил долгий застой. Строительство новых станций было заморожено на неопределённый срок из-за недостатка финансирования. Начавшаяся подготовка строительства станции «Ярмарка» к 1996 году была свёрнута. Только в конце 1990-х начались работы по продлению Сормовско-Мещерской линии на один перегон от «Бурнаковской» и 9 сентября 2002 года была открыта 13-я станция метро — «Буревестник».
Однако на этом период застоя не закончился. Большой дефицит в бюджете Нижнего Новгорода не позволял развивать метрополитен. Он терпел убытки от низкого пассажиропотока, так как станций в Верхней части города не было. Пассажиропоток в метро ежегодно снижался.
К 2009 году был сооружён один из главных долгостроев города — метромост через Оку. Годом ранее метростроевцы приступили к строительству новой станции метро «Горьковская». 22 сентября 2012 года впервые метрополитен был полностью закрыт для перевозок. Это было связано с работами по переключению электропитания на вновь смонтированную систему управления строившейся станции. А 4 ноября 2012 года состоялось торжественное открытие первой станции метро в Верхней части города — «Горьковской». Таким образом, оба берега города были соединены между собой, что повысило пассажиропоток на 75 %. 4 ноября 2013 года, в День народного единства, метрополитен перевёз около 68 тыс. человек. После запуска станции «Горьковская», из-за отсутствия за станцией «Московская» возможности полноценного оборота поездов Сормовско-Мещерской линии, в метро было организовано вилочное движение — со стороны станции «Парк Культуры», на станцию «Московская» поезда шли в отношении 1:1 — один поезд шёл на «Горьковскую», следующий на «Буревестник».
В связи с проведением чемпионата мира по футболу в 2018 году нижегородские городские власти решили продлить Сормовско-Мещерскую линию метро к стадиону на 45 тысяч мест, находившемуся в то время ещё на этапе строительства, и открыть около него станцию «Стрелка». Строительство Сормовско-Мещерской линии от станции «Московская» до станции «Стрелка» началось 12 июня 2015 года. Проходка перегонных тоннелей выполнялась закрытым способом с помощью механизированного щитового комплекса. Станционный комплекс строился открытым способом с использованием искусственной системы водопонижения на период строительства. Завершилось строительство этого участка Сормовско-Мещерской линии к июню 2018 года. Новый участок метрополитена позволил обеспечить связь всего «спального» микрорайона «Мещерское озеро» с нагорной частью, Ленинским, Канавинским, Автозаводским и Московским районами города. 13 июня, с началом полноценной работы станции, обе линии были окончательно разделены на две самостоятельные: поезда с «Буревестника» идут до «Стрелки», а поезда с «Парка Культуры» — только в сторону «Горьковской». Однако уже в августе 2018 года режим работы станции «Стрелка» был сокращён, в результате чего совместное движение по линиям было восстановлено с 22:00 до 0:15. В связи с окончанием ремонтных работ, с 16 ноября 2018 года, линии вновь работают отдельно на протяжении всего времени работы метрополитена. Режим работы станции «Стрелка» восстановлен с 05:15 до 00:00.

### Хронология открытия участков

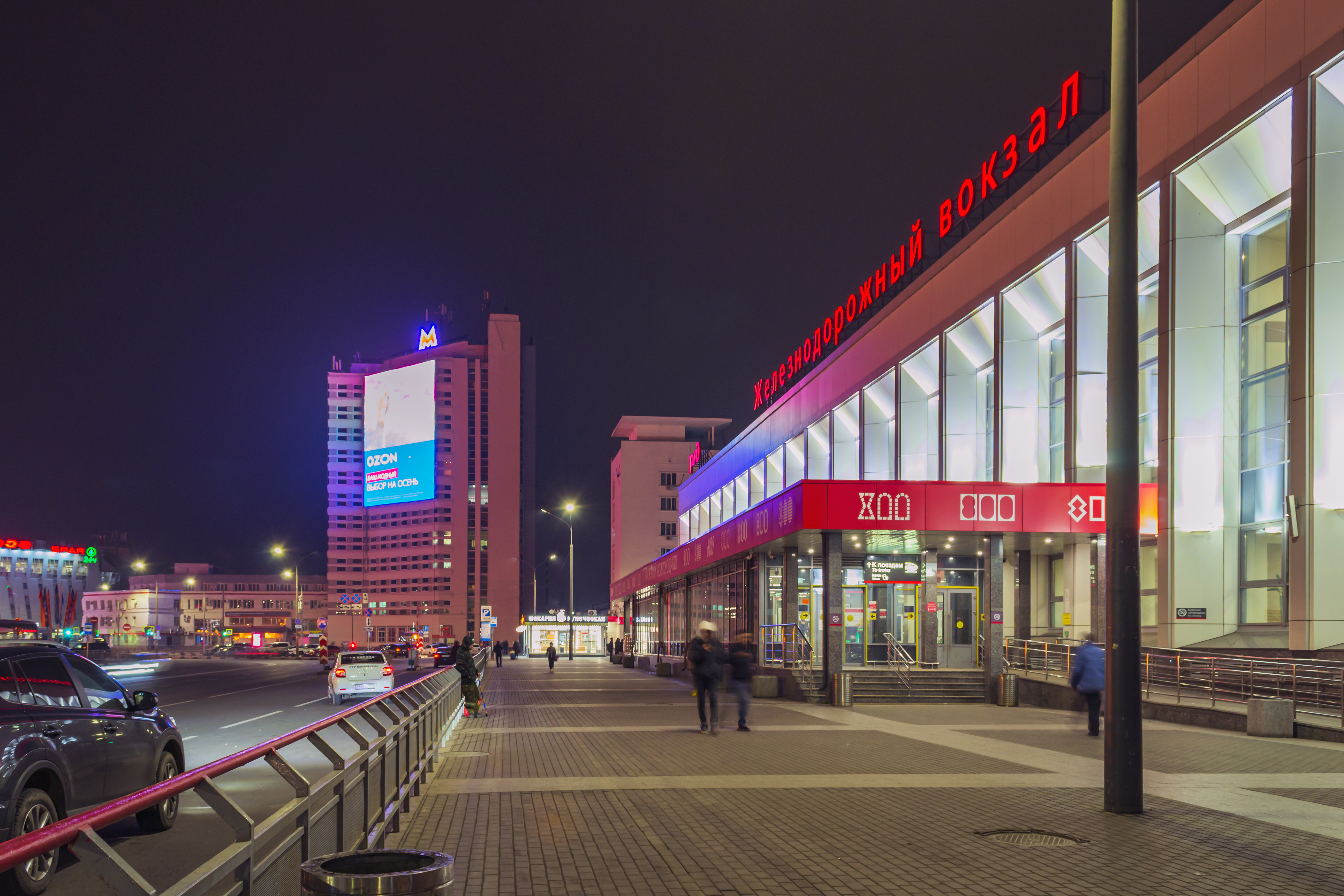
Московский вокзал и здание управления Нижегородского метрополитена

- 20 ноября 1985: «Московская» — «Пролетарская»
- 8 августа 1987: «Пролетарская» — «Комсомольская»
- 15 ноября 1989: «Комсомольская» — «Парк Культуры»
- 20 декабря 1993: «Московская» — «Бурнаковская»
- 9 сентября 2002: «Бурнаковская» — «Буревестник»
- 4 ноября 2012: «Московская» — «Горьковская»
- 12 июня 2018: «Московская» — «Стрелка»[18]

См. также: Перспективы развития Нижегородского метро

## Линии

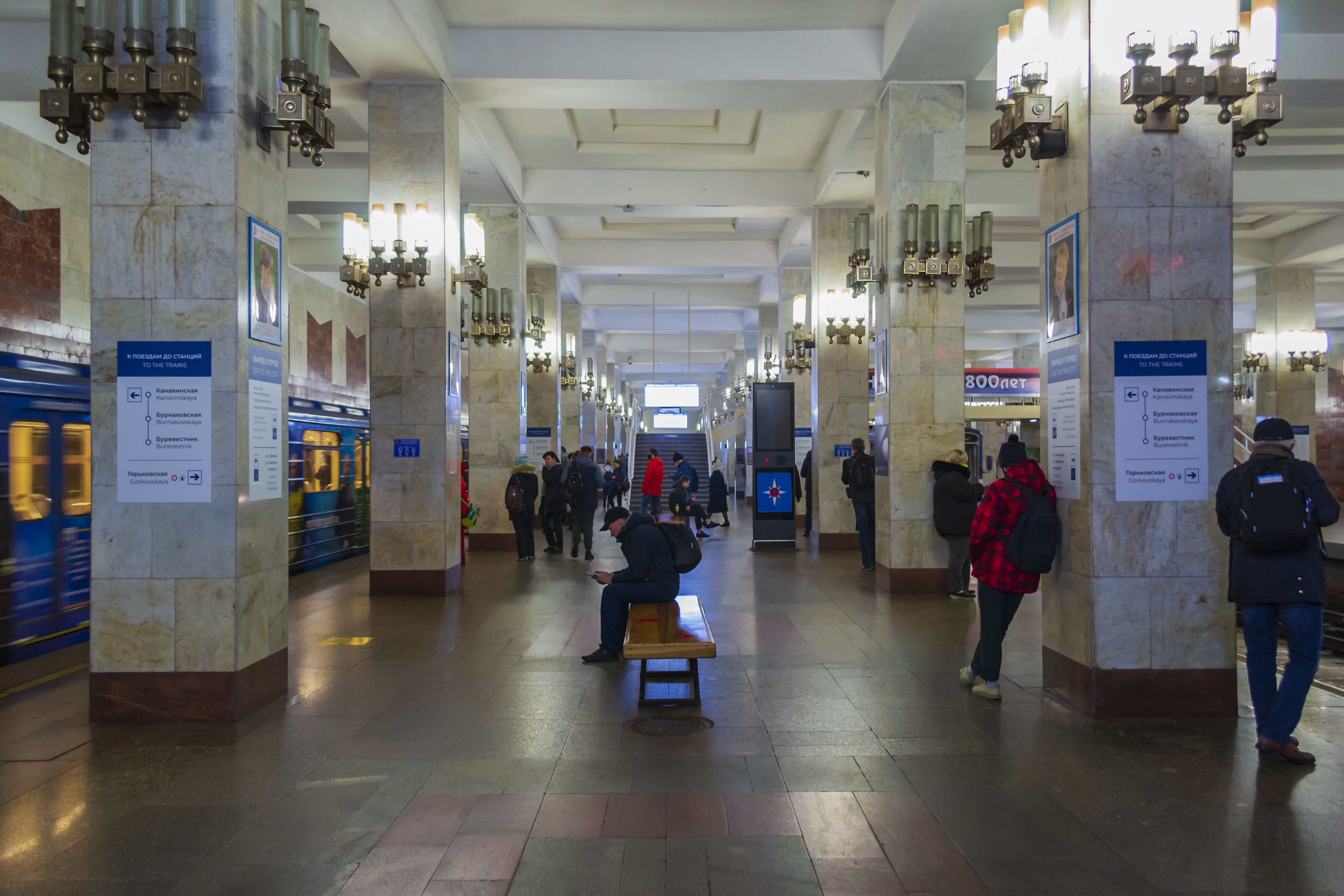
Станция «Московская»
(боковые пути — синяя линия, центральные — красная)

Вся внутренняя навигация в Нижегородском метрополитене производится по официальным названиям линий, однако на указателях Сормовско-Мещерской линии Автозаводская линия называется Автозаводско-Нагорной. При объявлениях в вагонах метрополитена эта же линия называется Автозаводской. Среди местных жителей названия линий не сильно распространены, ввиду их недавнего разделения, поэтому нижегородцы используют в обиходе названия конечных станций определённой линии.
| №      | Название            | Конечные станции            | Цвет    | Введена в строй | Последняя станция открыта | Количество станций | Длина (км) | Время поездки |
| ------ | ------------------- | --------------------------- | ------- | --------------- | ------------------------- | ------------------ | ---------- | ------------- |
|        | Автозаводская       | Горьковская — Парк культуры | Красный | 20.11.1985      | 04.11.2012                | 11                 | 14,9       | 22 мин        |
|        | Сормовско-Мещерская | Буревестник — Стрелка       | Синий   | 20.12.1993      | 12.06.2018                | 5                  | 7,1        | 9 мин         |
| Всего: | Всего:              | Всего:                      | Всего:  | Всего:          |                           | 15                 | 22 км      |               |

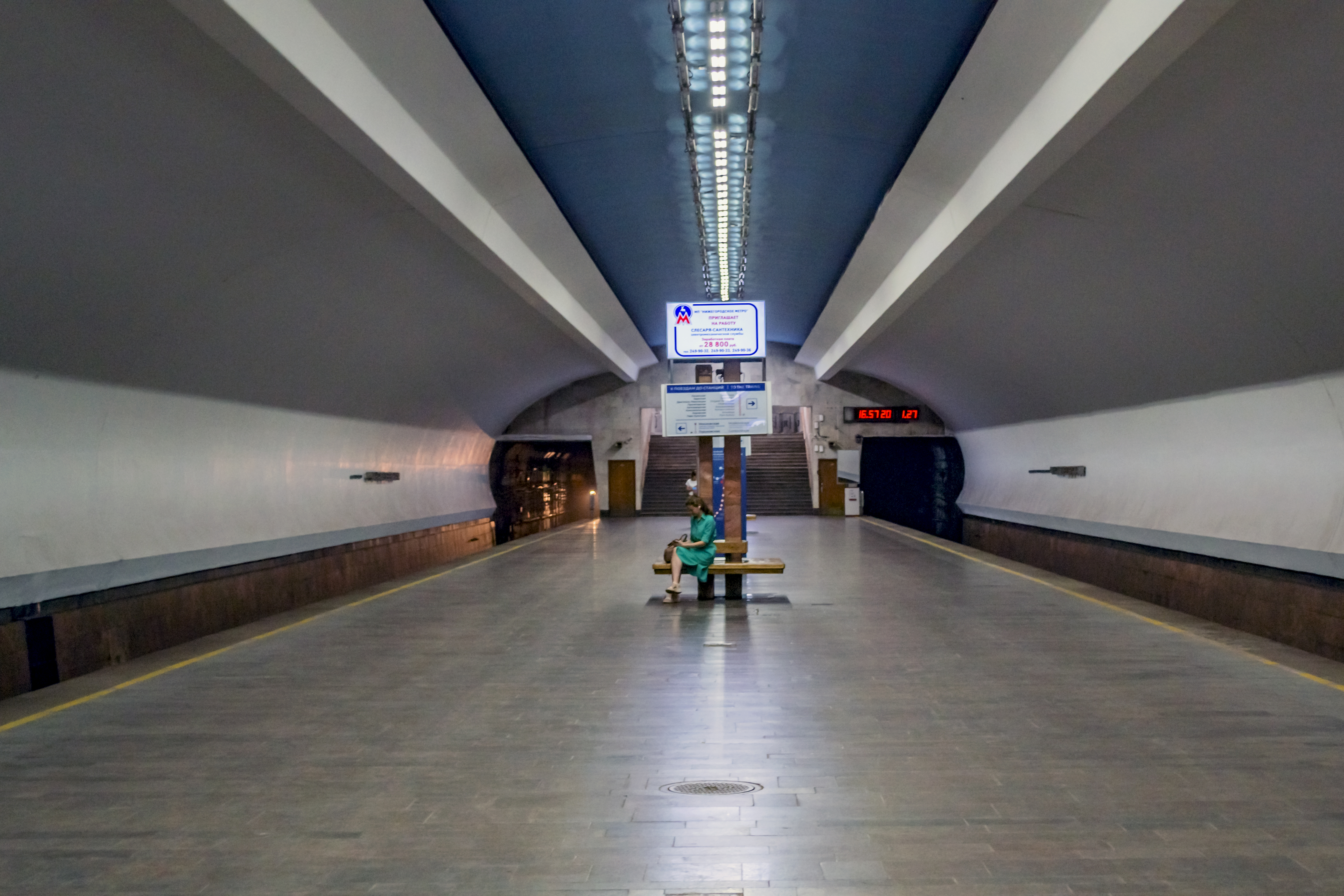
Станция «Чкаловская»
(станции обозначены красным цветом)

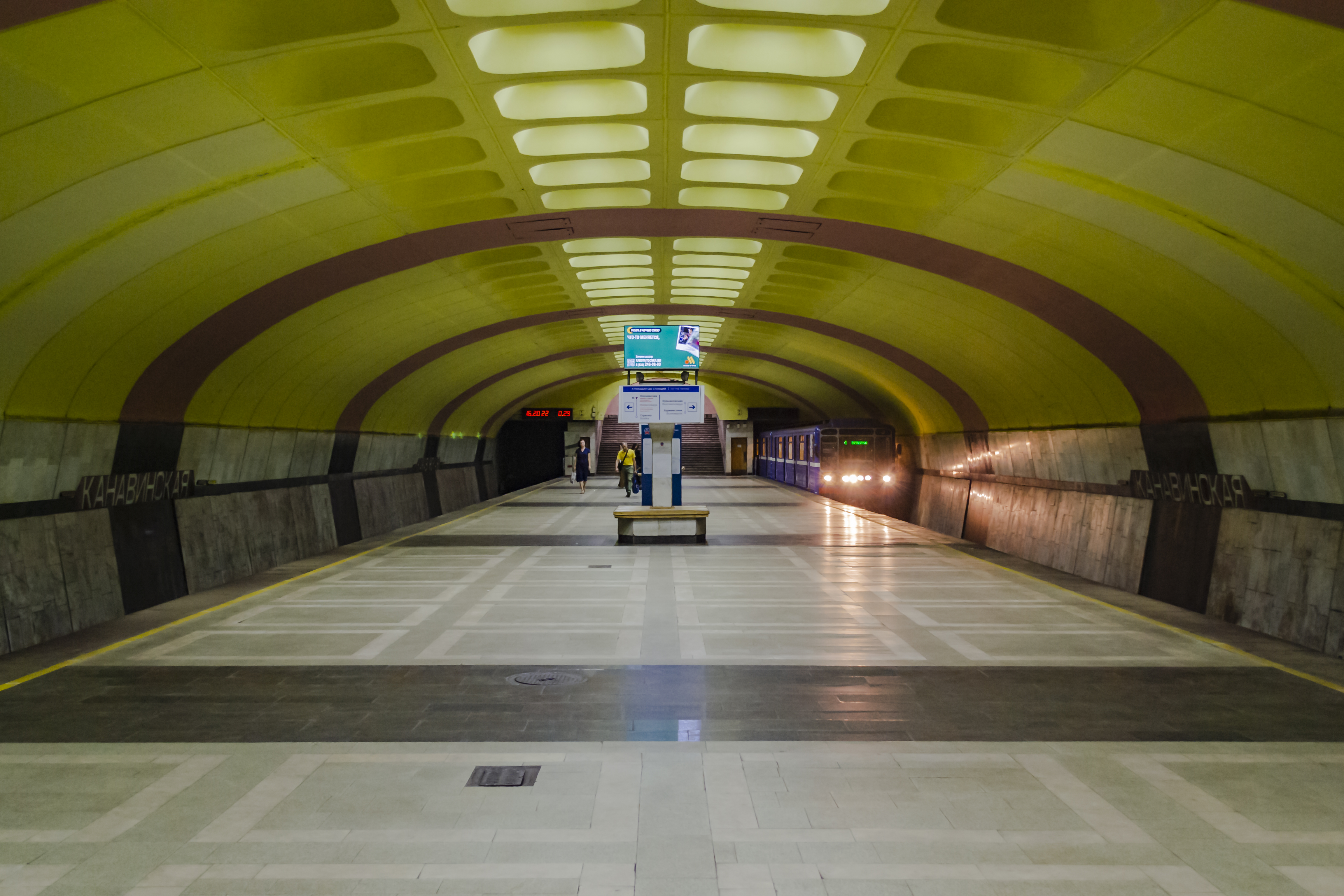
Станция «Канавинская»
(станции обозначены синим цветом)

Примечание: На Автозаводской линии организовано правостороннее движение, на Сормовско-Мещерской линии — левостороннее.

## Станции

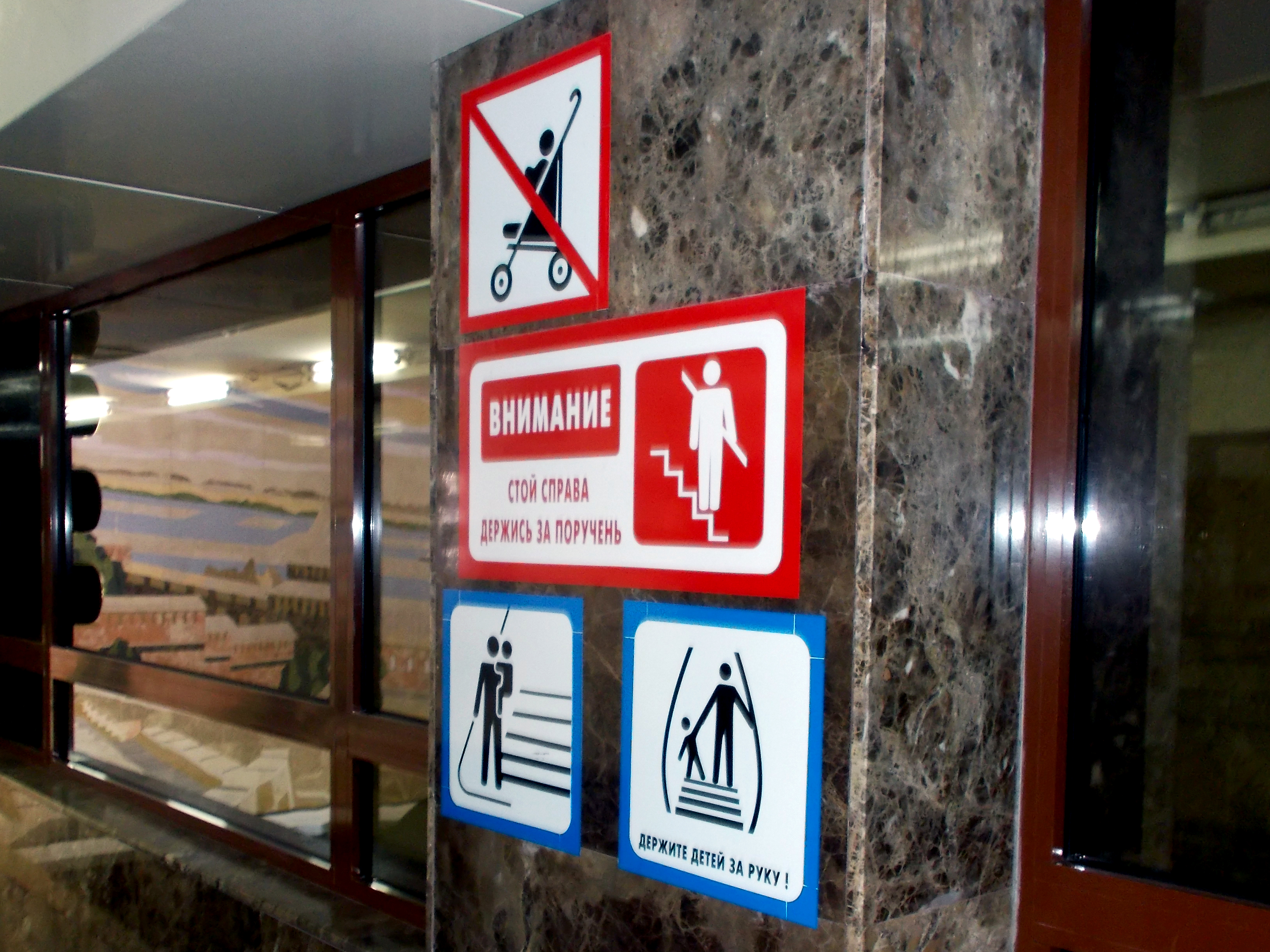
Информационные наклейки на станции «Горьковская»

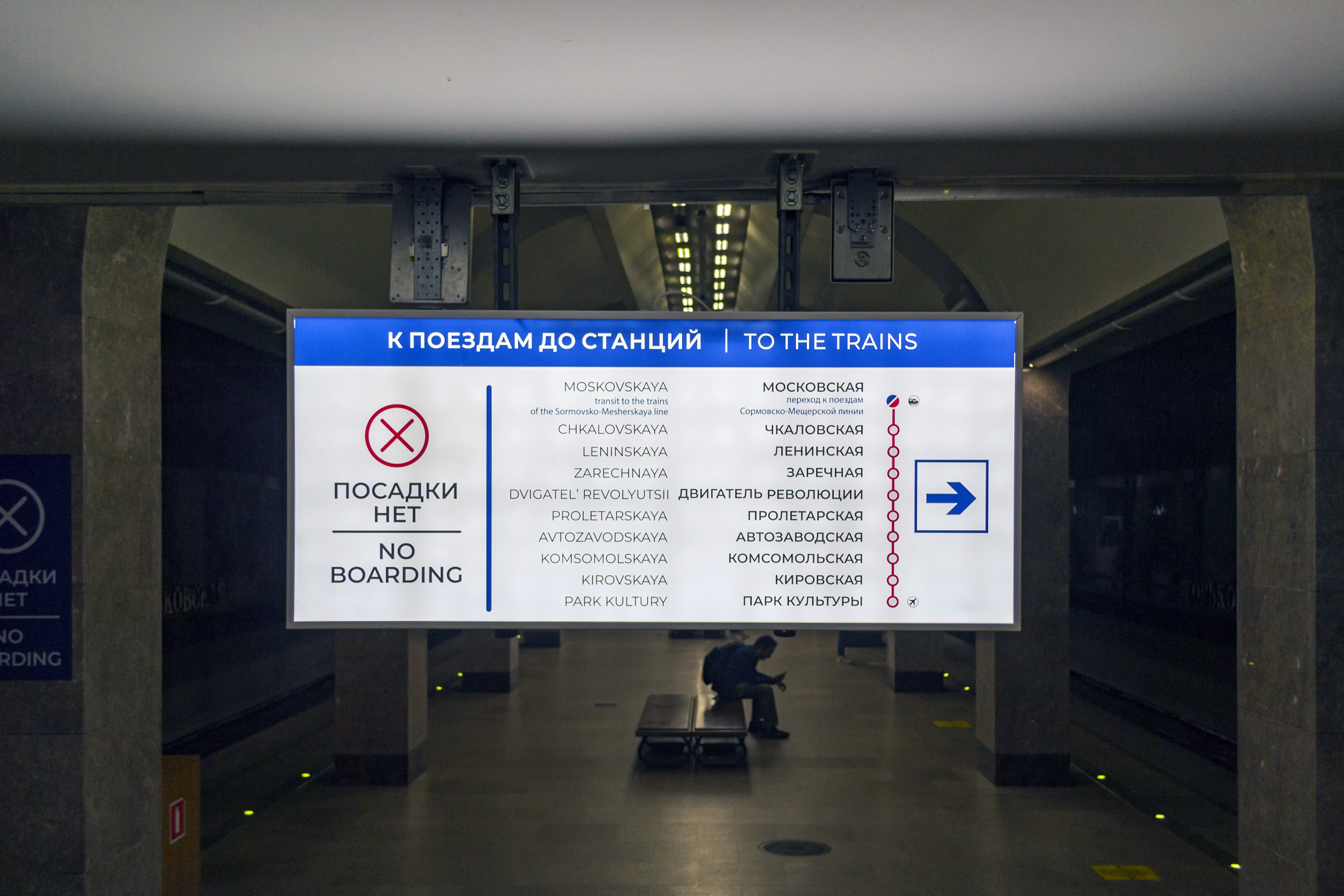
Новый указатель на станции «Горьковская»

Нижегородский метрополитен насчитывает 14 подземных станций мелкого заложения и 1 - наземную крытую.
Подземные станции мелкого заложения по конструкции разделяются на:
- односводчатые (5);
- колонные (9).

Наземная крытая станция «Буревестник» также является колонной.
Станции расположены на двух линиях с единственным пересадочным узлом на станции — «Московская» с кросс-платформенной пересадкой при движении в направлениях «Буревестник» — «Парк культуры» и «Горьковская» — «Стрелка». Пока что это — единственный пересадочный узел в Нижегородском метро, между линиями. Также станция является пересадочным узлом на городскую электричку. С вводом Нагорной линии постепенно появятся ещё две пересадочных станции — «Площадь Свободы» (или «Горьковская») и «Ольгино».
| Автозаводская | Сормовско-Мещерская                                                                           |
| --- | --------------------------------------------------------------------------------------------- |
| - Сенная - Площадь Свободы - Горьковская - Московская - Чкаловская - Ленинская - Заречная - Двигатель Революции - Пролетарская - Автозаводская - Комсомольская - Кировская - Парк культуры | - Волга - Стрелка - Московская - Канавинская - Бурнаковская - Буревестник - Варя - Сормовская |

См. также: Список станций Нижегородского метрополитена

### Статистика
- Самая глубокая станция — «Горьковская» (20 метров)
- Станция, расположенная ближе всех к поверхности земли, — «Чкаловская» (≈ 6 метров)
- Самый длинный перегон — «Московская» — «Горьковская» 3,2 км, (из которых 1234 метра перегона — метромост)
- Самый короткий перегон — «Автозаводская» — «Комсомольская» (891 метр)
- Станция, дольше всех пребывающая в качестве конечной, — «Парк Культуры» (с 15 ноября 1989 года)
- Самая широкая станция — «Московская» (2 платформы, 4 пути)

### Пересадки на наземный транспорт
Все станции являются пересадочными узлами с наземным транспортом. С городскими и пригородными электропоездами круглогодично связана только одна станция — «Московская», также примерно в 300 метрах от станции метро «Комсомольская» расположена платформа «Кустовая», с которой электропоезда ходят только летом и только по одному направлению; с трамваями связано девять станций («Московская», «Чкаловская», «Ленинская», «Пролетарская», «Автозаводская», «Комсомольская», «Кировская», «Парк Культуры», «Буревестник»), ещё у одной («Горьковская») трамвайные остановки расположены на смежных улицах в 300—400 метрах от выходов из метро.
На троллейбус можно пересесть почти со всех станций, кроме четырёх на Автозаводской линии («Двигатель Революции», «Заречная», «Ленинская», «Чкаловская»). Вблизи всех станций, кроме «Чкаловской», ходят автобусы и вблизи всех без исключения — маршрутные такси.
В метро Нижнего Новгорода нет станций без пересадок на наземный транспорт, но далеко не все станции являются полноценными транспортно-пересадочными узлами. Это связано, во-первых, с недостатками проектирования — станции неудобно расположены. Только три станции («Горьковская», «Московская» и «Парк культуры») работают «с прибылью», поскольку расположены на перекрёстках крупных улиц с большим количеством пешеходов и пассажиров; четыре станции («Автозаводская», «Комсомольская», «Бурнаковская» и «Буревестник») расположены в промзонах, и пассажиропоток на них зависит от графика смен на предприятиях. Остальные станции расположены в жилых кварталах в удалении от транспортных развязок, без значительного подвоза пассажиров наземным транспортом. Вторая причина прямо вытекает из первой: наземные маршруты следуют параллельно линиям метро, причём на значительных участках, и поэтому серьёзно дублируют их.
С 2019 года пассажиропоток метрополитена увеличивается. Появилась возможность бесплатных пересадок между всеми видами транспорта, включая метро (за исключением маршрутных такси).
В таблице представлены маршруты наземного транспорта, которые более чем на 95 % дублируют участки линий метро:
| Участок метро                | Маршруты, дублирующие участок линии метро           |
| ---------------------------- | --------------------------------------------------- |
| Ленинская — Парк культуры    | А-40, А-56, т40, т67                                |
| Пролетарская — Парк культуры | А-21, А-63, А-68, А-77, А-97, т97, Э-11, Э-12, ТР-8 |
| Буревестник — Московская     | А-90, А-95, т39, т57, ТЛ-8.                         |
| Стрелка — Канавинская        | А-39, А-57, А-69, ТЛ-10.                            |
| Горьковская — Московская     | А-18, А-26, А-41, А-43, А-45, А-50, т37, т57        |

Маршрутами, которые занимаются исключительно подвозом пассажиров к метро, а не дублированием протяжённых участков метро, являются автобусы А-1, А-4, А-11, А-15, А-16, А-17, А-29, А-30, А-32, А-48, А-51, А-64, А-65, А-73, А-85, Т-55, Т-65 и Т-94, троллейбусы № 3, Э-4, Э-9, Э-14, 15 и 31, трамваи № 6, 7 и 22. Для увеличения пассажиропотока метрополитена рассматриваются варианты сокращения количества наземных маршрутов, дублирующих метро, и создания транспортно-пересадочных узлов у метро.

### Автоинформатор
- До пуска станции «Горьковская» в поездах объявление станций было таким (примеры): перед открытием дверей — «Станция „Чкаловская“. Уважаемые пассажиры! При выходе из вагона не забывайте свои вещи», перед закрытием дверей — «Осторожно, двери закрываются! Следующая станция „Московская“».
- После пуска станции «Горьковская» в поездах объявление станций стало таким: перед открытием дверей — «Станция „Чкаловская“. Уважаемые пассажиры! При выходе из вагона не забывайте свои вещи», перед закрытием дверей — «Осторожно, двери закрываются! Следующая станция „Ленинская“. Уважаемые пассажиры! Во время движения просьба держаться за поручни».
- По прибытии на конечные станции звучит такое объявление: «Станция „Парк культуры“. Уважаемые пассажиры! При выходе из вагона не забывайте свои вещи. Поезд дальше не идёт. Счастливого вам пути!».
- С июня 2017 года в вагонах объявления станций дублируются на английском языке (пример): «Осторожно, двери закрываются! Следующая станция „Ленинская“. Mind the closing doors. The next station is Leninskaya». Для разных линий предусмотрены разные голоса озвучивания: на Автозаводской линии русский текст читает мужчина, а на Сормовско-Мещерской — женщина. Английский текст на обеих линиях дублирует мужской голос.
  - По прибытии на конечную станцию объявление такое: «Станция „Буревестник“. Поезд дальше не идёт. Burevestnik station. The train terminates here. Уважаемые пассажиры! При выходе из вагона не забывайте свои вещи. Счастливого вам пути!».
  - На станции «Московская» объявление такое: «Станция „Московская“. Переход к поездам Автозаводской (Сормовско-Мещерской) линии. Выход к железнодорожному вокзалу. Moskovskaya station. Interchange to Avtozavodskaya (Sormovsko-Meshcherskaya) Line. Take exit to the train station. Уважаемые пассажиры! При выходе из вагона не забывайте свои вещи».

## Метромост

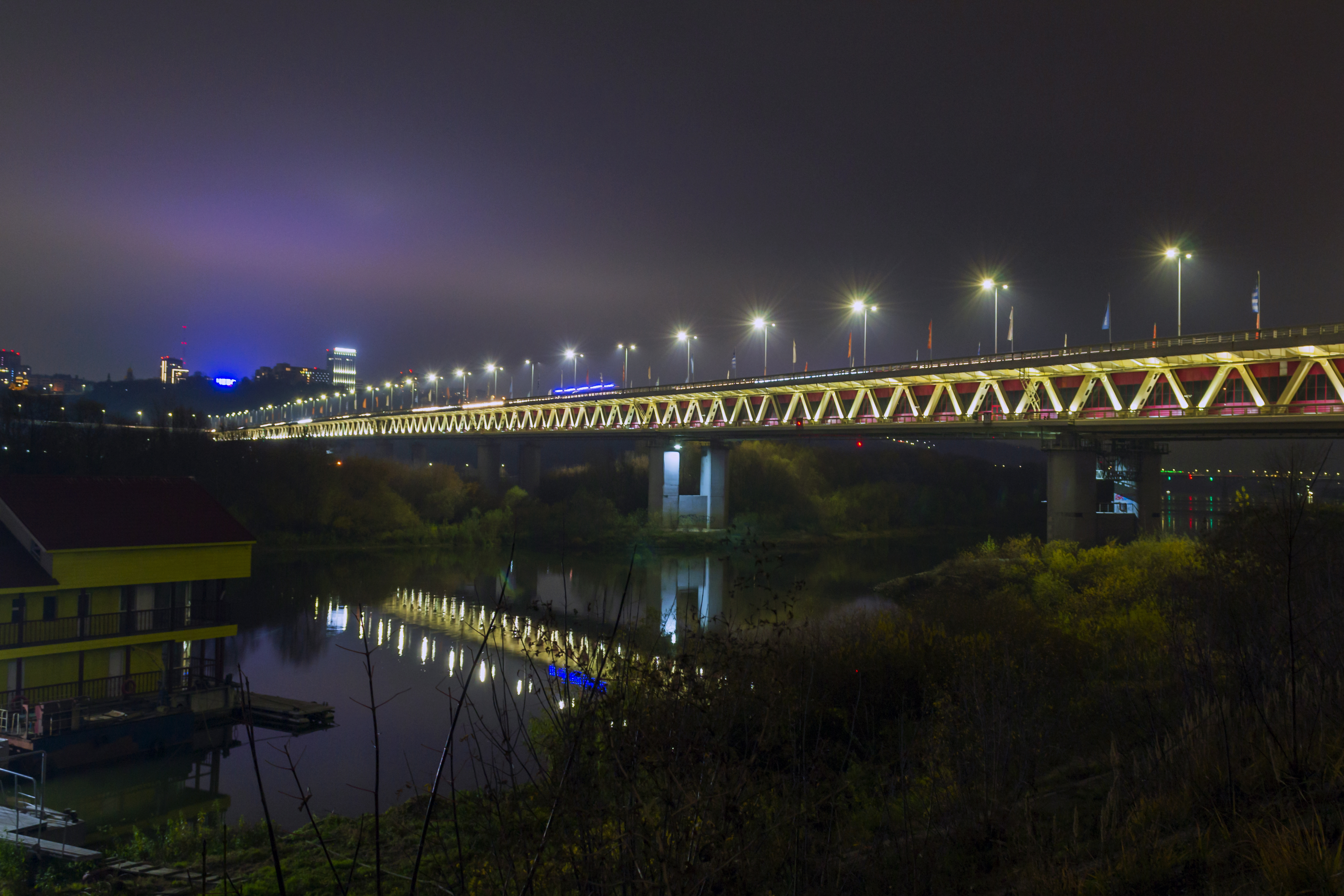
Нижегородский метромост

Для переправы подвижного состава метрополитена в Верхнюю часть города 4 ноября 2009 года был открыт метромост через Оку (автомобильный участок). А с открытием станции «Горьковская» 4 ноября 2012 года мост был открыт в полном объёме и для метрополитена.
Проект метромоста через Оку предусматривался ещё в советский период при проектировании метро в Верхней части города. Однако из-за отсутствия финансирования его строительство несколько раз переносилось.
Строительство метромоста началось в 1992 году, но впоследствии было заморожено. Возобновилось оно только в 2006 году, а уже в 2009 году Нижегородская область решила освоить около 7 млрд рублей на продолжение строительства.

## Перспективы
Метро в Нижнем Новгороде развито не слишком сильно. Из 8 районов города оно присутствует лишь в пяти (Автозаводском, Ленинском, Канавинском, Нижегородском и Московском районах), но и в них метрополитен развит недостаточно. Для того, чтобы, например, с окраин Автозаводского района попасть на станцию «Парк культуры», с окраин Сормовского района на станцию «Буревестник», а из самых дальних мест Нагорной части к станции «Горьковской» нужно проделать относительно долгий путь на автобусе, троллейбусе или трамвае. В 2013 году появилась своеобразная альтернатива третьей линии метро из Сормовского района на Московский вокзал — городская электричка, аналог популярной немецкой S-Bahn. В 2018 году была запущена вторая линия, связывающая вокзал с Приокским районом и частично проходящая за пределами города.
Развитие Нижегородского метро планируется в семи направлениях — вдоль Мещерского озера, до Сенной площади, центра Сормова, в микрорайоны «Юг», Верхние Печёры, «Щербинки-2» и «Кузнечиха-2».

### Перспектива развития линий Нижегородского метрополитена на 2025 год
| # | Название                 | Конечные станции                                                      | Цвет    | Введена в строй | Количество станций | Длина (км) |
| - | ------------------------ | --------------------------------------------------------------------- | ------- | --------------- | ------------------ | ---------- |
|   | Автозаводская            | Луч — Сенная                                                          | Красный | 20.11.1985      | 18                 |            |
|   | Сормовско-Мещерская      | Гаугеля — Волга                                                       | Синий   | 20.12.1993      | 14                 |            |
|   | Нагорная (перспективная) | Чёрный пруд — Новинки (альтернативный вариант: Кремлёвская — Новинки) | Зелёный | планируется     | 15                 |            |
|   | Всего:                   |                                                                       |         |                 | 47                 |            |

| Район         | Количество станций |
| ------------- | ------------------ |
| Нижегородский | 1                  |
| Канавинский   | 3                  |
| Московский    | 3                  |
| Ленинский     | 4                  |
| Автозаводский | 4                  |
| Сормовский    | 0                  |
| Советский     | 0                  |
| Приокский     | 0                  |

Схема развития Нижегородского метрополитена после 2025 года

После завершения строительства «Оперного театра» и «Сенной» планировалось начать строительство станции метро «Волга». В 2013 году стоимость строительства станции «Стрелка» оценивалась в 8 млрд рублей, в 2014 году — уже в 13 млрд 179 млн рублей, а строительство станции метро «Волга» (с намеченным на 2024 год сроком завершения стройки) оценивается в 18 млрд 785 млн рублей, при этом если на строительство станции «Стрелка» приблизительно половина суммы выделялась из федерального бюджета, то строительство станции метро «Волга» предусматривает софинансирование в равных долях только из областного и местных бюджетов, однако, несмотря на имеющийся проект, в настоящее время станция не имеет столь высокий приоритет строительства как продление Автозаводской линии до Сенной площади и Сормовско-Мещерской линии до центра Сормова.

### Строительство новых линий
С марта 2022 года началось строительство 2 станций на Автозаводской линии — «Площади Свободы» и «Сенной» ; в этом же году планировали начать строить ещё 2 станции — «Варя», «Сормовская» на Сормовско-Мещерской линии. Станция «Волга», строительство которой планировалось завершить в 2024 году, в программу комплексного развития транспортной инфраструктуры до 2030 года не вошла.
После открытия станций «Площадь Свободы» и «Сенная» городскими властями планировалось построить 15 новых станций Нагорной линии метро. Основной план развития подразумевал, что линия пройдёт через отдалённые микрорайоны Верхней части города. Во втором плане развития она пройдёт от Кремля через проспект Гагарина и соединит город с Богородским районом Нижегородской области. Однако в настоящее время ни один из проектов третьей линии не рассматривается, так как в приоритете продление Автозаводской линии до станции «Сенной», а Сормовско-Мещерской — до станции «Сормовской». По словам властей, эти станции сформируют «транспортный каркас города».

## Пользование метрополитеном

### Оплата проезда
Оплата проезда осуществляется жетонами и транспортными картами. Стоимость проезда с 1 июля 2024 года — 40 рублей при оплате жетоном и 35 рублей при оплате транспортной картой. Оплата транспортной картой, также, позволяет совершать бесплатные пересадки на любой вид муниципального общественного транспорта в течение 60 или 90 минут. Стоимость проездных билетов: 1000 рублей — для взрослых, 600 рублей — для студентов, 360 рублей — для школьников. Также возможна оплата по банковской карте Мир, Visa или MasterCard. Пересадка на городскую электричку является бесплатной по транспортной карте пригородного сообщения.
После распада Советского Союза в нижегородском метрополитене, как и в других городах, для оплаты проезда были введены специальные жетоны. Жетоны петербургского и нижегородского метрополитенов имели схожие технические данные, нижегородские жетоны принимались петербургскими турникетами, петербургские — нижегородскими. Из-за разницы в цене (в Санкт-Петербурге стоимость поездки всегда была выше, чем в Нижнем Новгороде) постоянно наблюдался отток нижегородских жетонов в Санкт-Петербург; с целью предотвратить отток было введено ограничение на продажу до 4 штук в одни руки. Но этими мерами отток предотвратить не удавалось, и с 28 декабря 2009 года в Нижнем Новгороде были введены жетоны с новыми техническими данными. Новые жетоны изготавливаются из старых путём пробивки отверстия по центру, что приводит к изменению веса жетона.
В течение двух с половиной лет после повышения тарифа 1 августа 1999 года оплата проезда осуществлялась путём опускания в турникет двух жетонов вместо одного, в связи с тем, что турникеты не различали жетоны и 2-рублёвые монеты. Поездка стоила 3 рубля, в кассах продавали по два жетона на одну поездку. Стоимость жетона составляла таким образом 1,5 рубля, что делало невыгодным использование 2-рублёвой монеты вместо жетона. Если бы оплата осуществлялась опусканием одного жетона ценой 3 рубля, то выгоднее было бы обманывать турникет, проходя по 2-рублёвой монете. С 1 февраля 2002 года, после повышения тарифа до 4 рублей, в турникет нужно было опускать две двухрублёвые монеты. Можно было опускать и два жетона, если они сохранились от предыдущих поездок. Жетоны в кассах не продавались. К повышению (с 1 января 2005 года) цены проезда до 5 рублей, турникеты уже научили различать жетоны и 2-рублёвые монеты, и ввели опять проход по одному жетону.
С марта 2015 года появилась возможность оплачивать проезд по электронной пополняемой транспортной карте. Действительна и в других видах общественного транспорта. С сентября 2015 года появились новые электронные пополняемые транспортные карты. Стоимость 90 рублей — число поездок не ограничено, срок действия — 24 часа с момента регистрации первой поездки. С 2015 года на турникетах появились терминалы транспортных карт, вместе с жетоноприёмниками. На 2017 год, терминалами транспортных карт полностью оборудованы все станции. В августе 2017 года была введена новая комплексная транспортная схема и система оплаты. Стоимость проезда повысилась до 28 рублей наличными и 26 рублей транспортной картой «Ситикард». При этом появилось, так называемое, «тарифное меню», в котором жителям города было предложено выбрать наиболее удобный тариф для себя. Появились тарифы с бесплатными пересадками на 60 и 90 минут. Заплатив единоразово 26 или 40 рублей, можно бесплатно делать пересадки на любой вид городского общественного транспорта в течение указанного времени. Такой вид тарифов в маршрутных такси не действует.

Последнее повышение стоимости проезда произошло в 2024 году: до 40 рублей при оплате жетоном и 35 рублей при оплате транспортной картой. Кроме того, в конце 2024 года в метрополитене была запущена оплата с помощью биометрии.

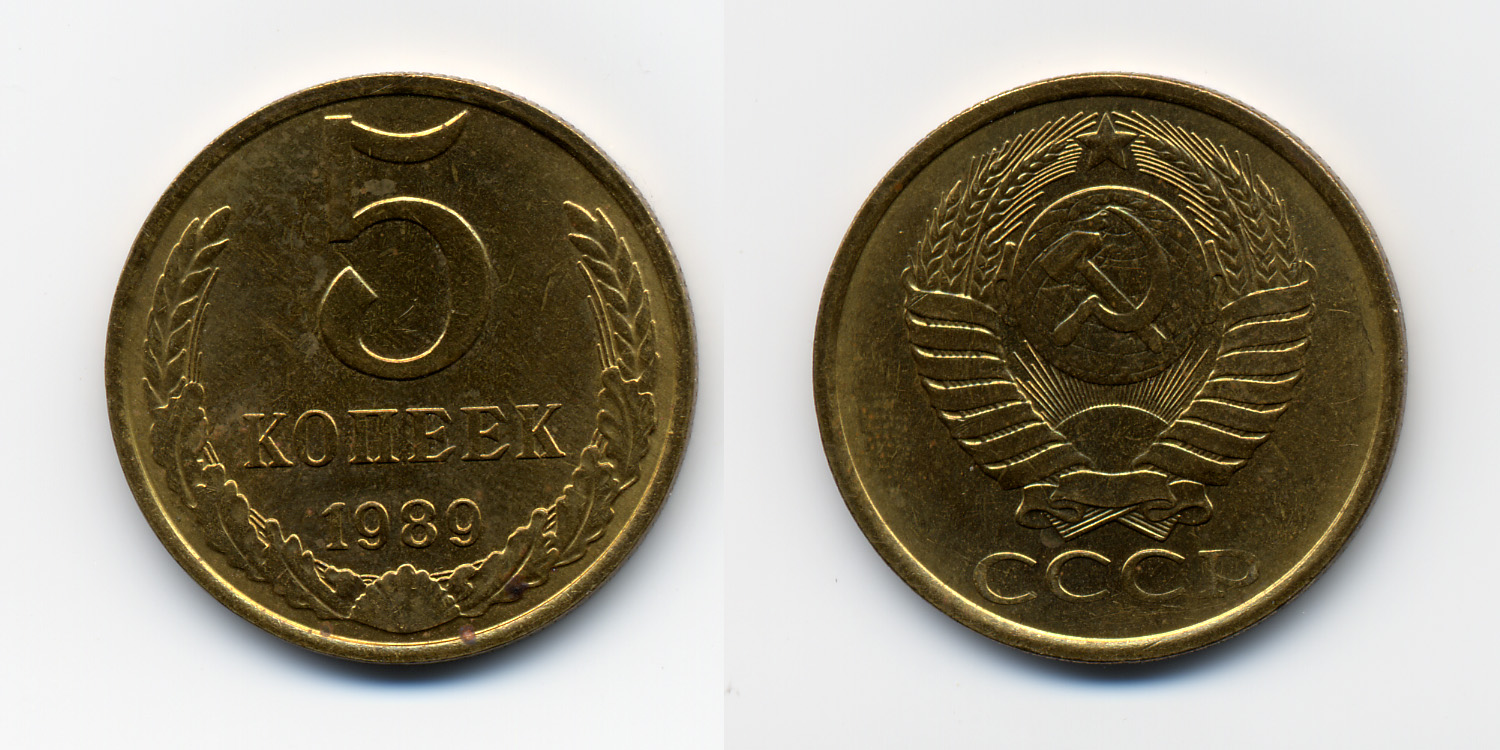
Пятикопеечная монета принималась турникетами Горьковского метро с 1985 по 1991 год
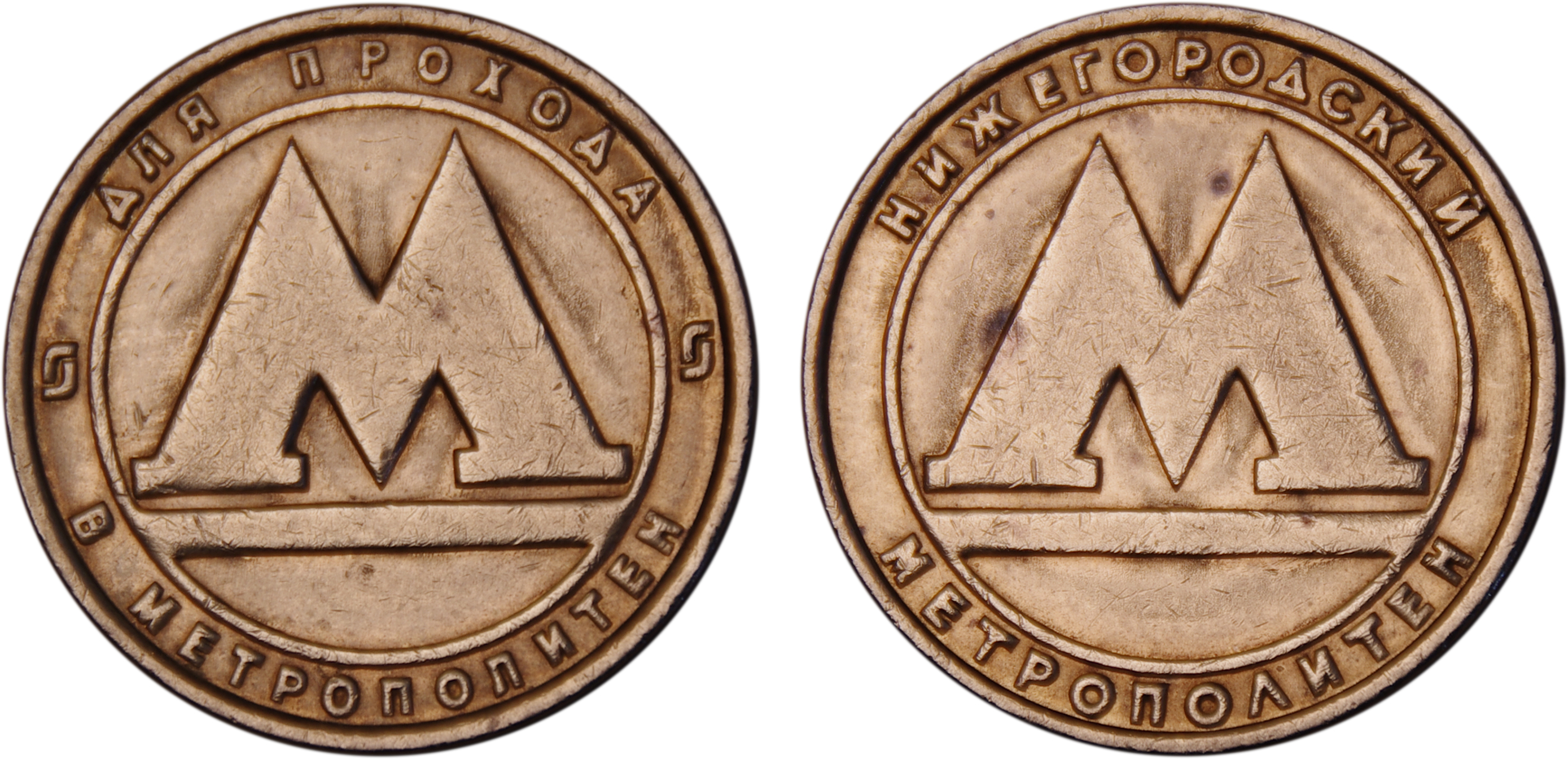
Жетон для прохода в метро старого образца
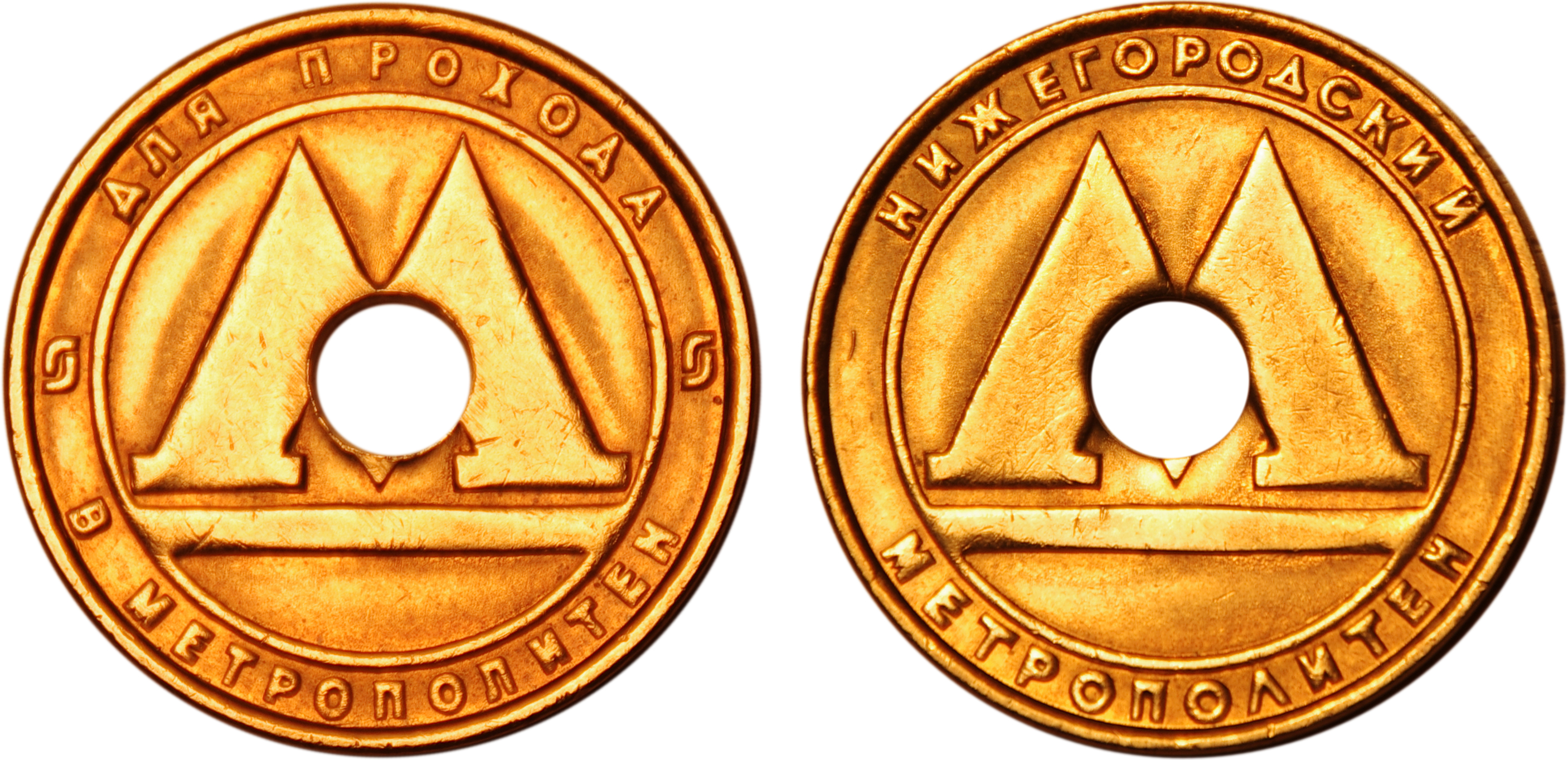
Жетон для прохода в метро нового образца с 2009 года

### График работы
- Нижегородский метрополитен открыт для пассажиров ежедневно с 5:15 до 0:10. Большинство станций имеют по два вестибюля. На станциях «Кировская», «Пролетарская», «Бурнаковская» и «Канавинская» второй вестибюль открыт с 7:00 до 19:00[37].

| Период времени | Автозаводская линия в рабочие дни | Сормовско-мещерская линия в рабочие дни | в выходные |
| -------------- | --------------------------------- | --------------------------------------- | ---------- |
| 5:30-7:00      | 10                                | 10                                      | 10         |
| 7:00-9:30      | 5                                 | 7                                       | 10         |
| 9:30-16:00     | 10                                | 10                                      | 10         |
| 16:00-19:00    | 5                                 | 7                                       | 10         |
| 19:00-22:00    | 10                                | 10                                      | 10         |
| 22:00-00:00    | 12                                | 14                                      | 10         |

## Подвижной состав

### Пассажирский подвижной состав

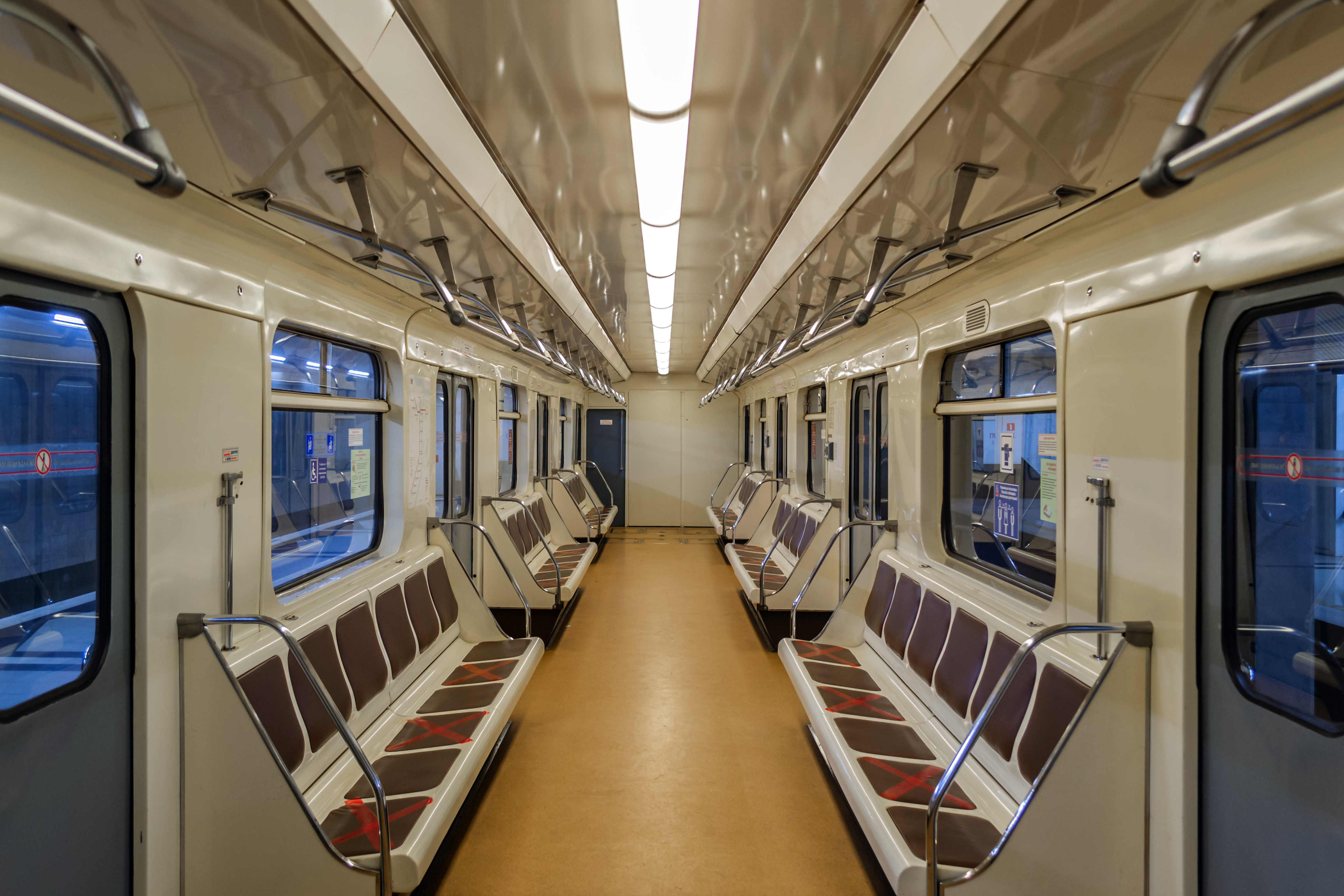
Вагон поезда 81-717/714 изнутри

В Нижегородском метрополитене с момента открытия до настоящего времени используются вагоны 81-717/714 («номерные»), четыре состава, состоящих из вагонов 81-717.5/714.5, а также три состава 81-717.6/714.6, закупленные перед открытием станции «Горьковская». Ещё восемь составов прибыли в Нижний Новгород в 2013 и 2018 годах. В метрополитене есть единственное электродепо ТЧ-1 «Пролетарское», в нём находится 30 составов (депо рассчитано на 32 состава), одновременно на линии работают от 10 до 14 составов. Большая часть вагонов произведена на ЗАО «Вагонмаш» в Санкт-Петербурге, кроме того, есть вагоны с «Метровагонмаш» в Мытищах. В составах 4 вагона. 6 составов 81-717.6/714.6 состоят из 5 вагонов. С 2015 года старые вагоны 81-717/714 отправляются на капитально-восстановительный ремонт на Октябрьский Электровагоноремонтный Завод (ОЭВРЗ), после которого, срок службы вагонов продлевается на 15 лет.
С 1985 по 1993 год в Нижнем Новгороде эксплуатировался один состав с вагонами типа «Д», переданный из московского электродепо ТЧ-9 «Фили».
К 2026 году, — продлению Автозаводской линии до станций «Площадь Свободы» и «Сенная» и Сормовско-Мещерской линии до станции «Сормовская» планируется закупка поездов модели «Балтиец», которая эксплуатируется в Петербургском метрополитене.

### Составы, снятые с эксплуатации
Вагоны типа Д (1985—1993)
В 1985 году из московского электродепо ТЧ-9 «Фили» в Нижний Новгород был передан один состав из вагонов «Д» для обкатки путей, перед открытием метрополитена. Они эксплуатировались в Нижнем Новгороде с 1985 по 1993 год.
Сейчас вагон № 2082 стоит на консервации (по некоторым данным, используется как сарай) в ТЧ-1 «Пролетарское». Вагон № 2064 в феврале 2020 года был утилизирован, его кабина передана в музей метрополитена, расположенный в закрытом северном вестибюле станции «Комсомольская», а вагон № 2127 после списания, по некоторым данным, возможно, был порезан или переделан в гараж. Судьба остальных вагонов неизвестна.

### Составы, эксплуатируемые в настоящее время
Вагоны типа 81-717/714 и их модификации. Неофициально их называют «номерные», так как это первые вагоны, не получившие буквенного обозначения. Вагоны типа 81-717/714 обслуживают Автозаводскую и Сормовско-Мещерскую линии. Эксплуатируются вагоны, выпущенные в 1985 и 1987 годах. Вагоны типа 81-717.5/714.5 обслуживают Автозаводскую и Сормовско-Мещерскую линии. Эксплуатируются вагоны, выпущенные в 1991 и 1993 годах. Вагоны типа 81-717.6/714.6 обслуживают Автозаводскую и Сормовско-Мещерскую линии. Эксплуатируются вагоны, выпущенные в 2012—2014 годах. С конца ноября 2015 года по декабрь 2019 года на Октябрьском Электровагоноремонтном заводе (ОЭВРЗ) капитально-восстановительный ремонт прошли 54 вагона 81-717/714. В процессе ремонта вагоны получили обновлённый внешний вид и салон. Появились межвагонные предохранительные устройства (МПУ), предотвращающие падение человека на путь между вагонами, а также препятствующие зацепингу. Благодаря ремонту срок службы вагонов продлён на 15 лет. В 2008 году два поезда 81-717/714 были капитально отремонтированы на двух заводах: один поезд был отремонтирован на заводу по ремонту электроподвижного состава (ЗРЭПС, ныне — ВРК — вагоноремонтный комплекс) в Москве, второй поезд был отремонтирован на Петербургском трамвайно-механическом заводе. До 2024 года планируется капитально отремонтировать оставшиеся вагоны 81-717.5/714.5 1991—1993 годов выпуска.
| Вид                  | модель         | производитель                  | годы выпуска | в эксплуатации | количество вагонов      | Линии |
| -------------------- | -------------- | ------------------------------ | ------------ | -------------- | ----------------------- | ----- |
| Вагон 81-717         | 81-717/714     | Метровагонмаш, ЛВЗ им. Егорова | 1985—1987    | с 1985 года    | 62                      |       |
| Вагон 81-717.5       | 81-717.5/714.5 | Метровагонмаш, ЛВЗ им. Егорова | 1991—1993    | с 1991 года    | 18                      |       |
| Вагон 81-717.6/714.6 | 81-717.6/714.6 | Метровагонмаш                  | 2012—2017    | с 2012 года    | 50                      |       |
|                      | 81-725/726/727 | Трансмашхолдинг                | 2026         | к 2026 году    | планируется в 2026 году |       |

### Именные поезда
- «Пионер», посвящённый горьковским пионерам, сдававшим металлолом, из которого, якобы, и был построен поезд.

Запущен 19 мая 1986 года, расцеплен в 2009 году.
- «Кузьма Минин», оформленный в память о нижегородском ополчении и воззвании Кузьмы Минина к нижегородцам. Ходил по Автозаводской и Сормовско-Мещерской линиям. Именной вагон 81-717.6/714.6 «Кузьма Минин» на станции «Московская»

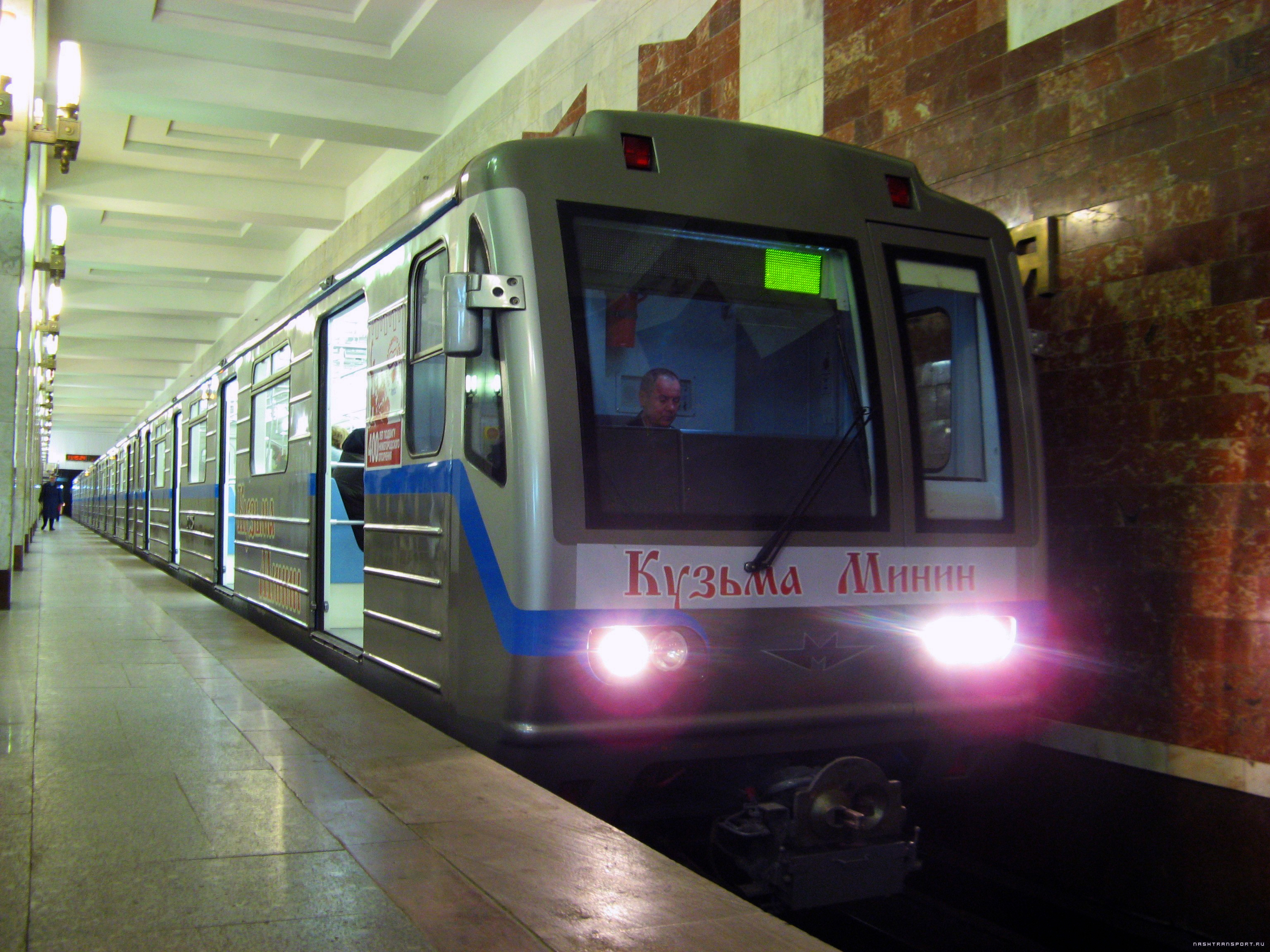
Именной вагон 81-717.6/714.6 «Кузьма Минин» на станции «Московская»

Запущен 4 ноября 2012 года.
Оформление снято летом 2013 года.
- «73 года Победы» + «33 года Нижегородскому метрополитену», головные вагоны были оформлены к 73 годовщине Победы в Великой Отечественной войне, а промежуточные — к 33-летию Нижегородского метрополитена.

Запущен в апреле 2015 года, зимой 2019 года оформление снято.
- «Чемпионат мира по футболу 2018», поезд был оформлен к прошедшему в 2018 году Чемпионату мира по футболу.

Запущен 23 июня 2017 года. Зимой 2019 года оформление снято.
- «Россия — моя история», поезд оформлен на тему выставки «Россия — моя история».Именной поезд «Россия — моя история»

Запущен в ноябре 2017 года.

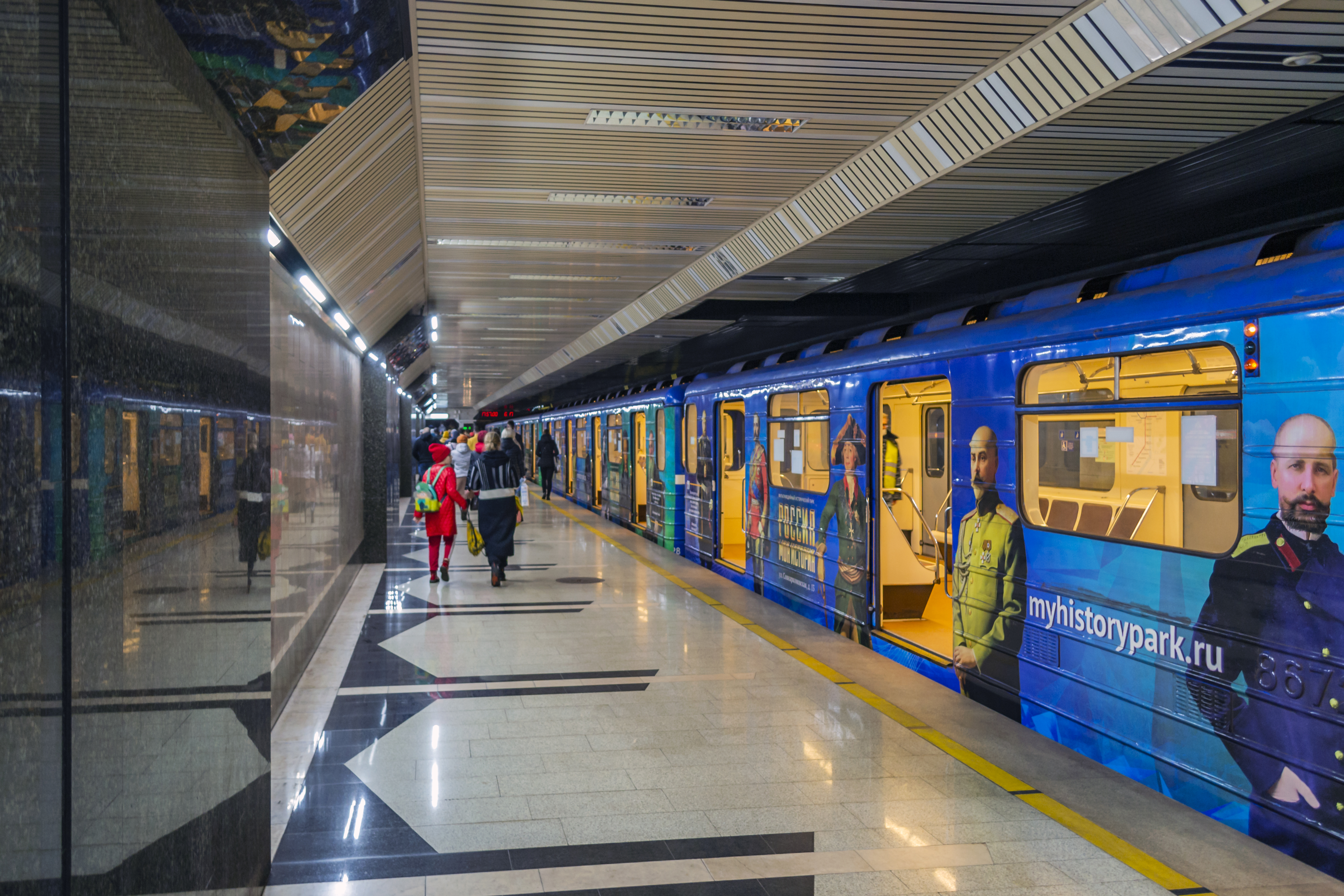
Именной поезд «Россия — моя история»

- «150 лет Максиму Горькому», поезд с цитатами Максима Горького.

Запуск состоялся в январе 2018 года.
- «Стрелка», поезд с фотографиями строительства станции метро «Стрелка», в головных вагонах.

Запуск состоялся в июне 2018 года.
«Пионер», а точнее его реплика.
Запуск состоялся в июне 2022

## Доступность для инвалидов
В Нижегородском метро до 2018 года только станция «Горьковская» была оборудована лифтом для малоподвижных граждан. Таким образом, пользы от него не было, потому что ни на какой другой станции подняться в лифте или на подъёмнике всё равно было нельзя. К таким выводам пришёл суд, когда по иску прокуратуры Нижегородской области рассматривал дело в отношении Муниципального предприятия «Нижегородское метро». Однако в 2018 году была открыта станция «Стрелка», которая также оборудована подобным лифтом. Станция «Парк культуры» оборудована автоматическими подъёмниками в подуличных переходах и в вестибюлях.

## Сотовая связь
В метро работают пять операторов сотовой связи:
- «Билайн» работает на всех станциях.
- «МТС» работает на всех станциях.
- «МегаФон» работает на всех станциях.
- «Tele2» работает на всех станциях[45].
- «Yota» работает на всех станциях.

Все станции оборудованы ретрансляторами сотовой связи, работающие по технологии 3G, 4G. Мобильная связь поколения EDGE (E) работает без перебоев на большинстве станций и перегонах метрополитена, что позволяет отправлять SMS и совершать звонки без ощутимых проблем.

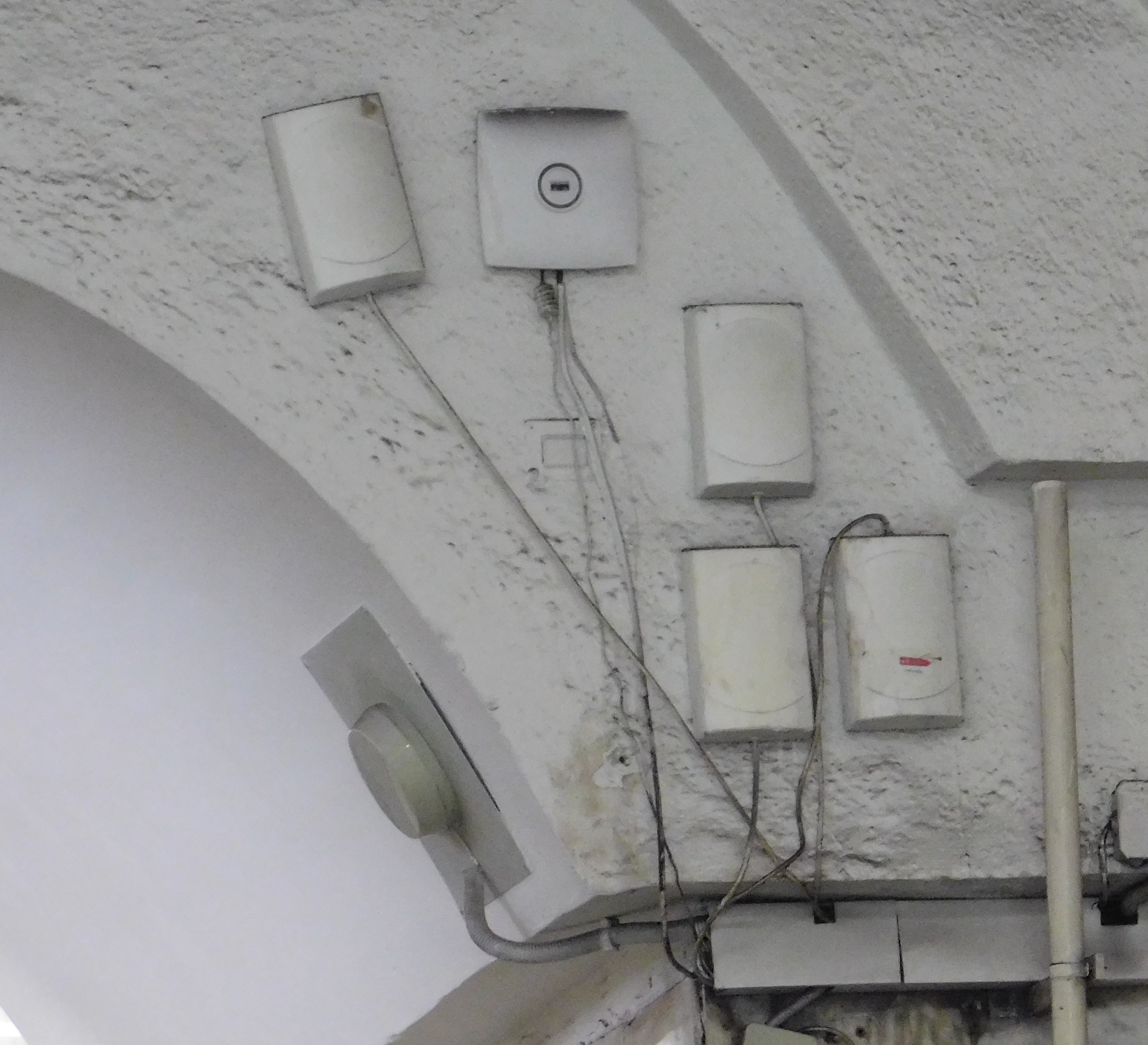
Ретрансляторы мобильного интернета на ст. метро «Парк культуры»

В перегонах интернет работает плохо, зачастую к нему можно подключиться только на станциях, где установлены ретрансляторы сотового сигнала, либо в перегонах мелкого заложения, где скорость зачастую не превышает 1-10 Мбит/сек.

## Нижегородский метрополитен в массовой культуре

### Фильмы
- «Побег» — художественный фильм Егора Кончаловского, снятый в 2005 году в России. Часть сцен побега Евгения Ветрова от преследования снималась на станции «Московская»[46].
- «Околофутбола» — художественный фильм режиссёра Антона Борматова, снятый кинокомпаниями «СТВ» и «Фронт Лайн Студио» при поддержке Фонда кино и Flints Crew в 2013 году. Первый эпизод фильма, в котором по сюжету фанатская драка происходит на московской станции метро «Коньково», на самом деле снимался в Нижнем Новгороде на станции «Парк культуры»[47].
- Нижегородский метрополитен будет присутствовать в фильме «Свинья и мышь»[48].

### Сериалы
- «Склифосовский» (24 сентября 2012 — настоящее время) — российский сериал Андрея Селиванова, снимается кинокомпанией «Русское». С 8 по 10 февраля 2021 года на платформах и вестибюлях станции «Московская», а также в перегонах от участков станций «Горьковская» до станции «Чкаловская» проходили съёмки нескольких сцен сериала[49].

### Книги
- Вселенная Метро 2033: Паровозик из Ромашкова. Ирина Баранова. 2012 год
- Вселенная Метро 2033: Чужими глазами. Сергей Семёнов. 2015 год

## Происшествия
Прорыв грунта в тоннеле
18 ноября 1989 года произошёл прорыв грунта в части тоннеля. Из-за этого проезд от станции «Комсомольской» до «Парка культуры» был временно перекрыт.
Задымление на станции «Заречная»
28 декабря 2012 года на станции метро «Заречная» произошло задымление на платформе и в вестибюлях. Но пожара, как такового, не обнаружилось. Задымилась старая проводка в тоннеле от короткого замыкания.
Обрушение плитки в переходе на станции «Заречной»
27 июня 2013 года в подуличном переходе станции «Заречная» на прохожих обрушилась мраморная плитка. В результате этого происшествия пострадали 3 человека. Пострадавшая девушка рассказала, что в то время, когда прохожие возвращались с работы, сверху посыпались осколки пяти мраморных плит. Одной из прохожих осколок упал на голову, и она была госпитализирована.
Потоп на станции «Двигатель Революции»
16 июня 2014 года на станции «Двигатель Революции» произошёл потоп. Затопило северный вестибюль станции. По словам очевидцев, вода хлынула из стены тоннеля. Причиной потопа оказался прорыв водопроводной трубы.
Задымление на станции «Парк Культуры»
2 апреля 2024 года на станции «Парк Культуры» произошло задымление на платформе. Причиной дыма оказалось короткое замыкание проводки. Станция была закрыта на день. После, станция стала работать в штатном режиме.